# David Nolan (judoka)
David Nolan (ur. 16 lutego 1963) – australijski judoka.
Srebrny medalista mistrzostw Oceanii w 1981. Wicemistrz Australii w 1984 roku.